# D-IX
D-IX是納粹德國於1944年以甲基苯丙胺為基礎所開發出的一種實驗性表現增強藥物，主要應用於軍事用途。發現該藥物開發計畫的德國犯罪學家沃夫·坎柏（Wolf Kemper）表示「D-IX的目標是重新定義人體忍耐程度的極限。」
納粹德國的醫學家對D-IX的開發成果感到樂觀，並計畫大量供給德軍戰鬥部隊使用；然而戰爭在D-IX投入大規模量產前便已結束，該計畫因而未能實現。不過，確實有少數的德軍戰鬥人員曾經獲得此種藥物的有限配給。

## 歷史
1944年以降，隨著盟軍的逐步推進，納粹德國對於戰鬥兵源的需求越來越迫切，而其中一種補充大量戰損兵力的方式便是增強德意志國防軍內現役兵員的作戰能力。雖然多種製造較為簡單的甲基苯丙胺藥物均能有效提升士兵的戰鬥表現，但海軍中將海勒姆斯·海耶卻於1944年3月時要求開發一種能激發服用者的超人潛能並提升自尊的藥物。
納粹德國藥理學家格哈德·奧齊赫斯基（Gerhard Orzechowski）與一組由其他研究人員所組成的開發團隊被派往基爾開始新藥物的研究工作，1944年下旬成功開發出了一種新式配方，其中包含5毫克的可待因酮、5毫克的古柯鹼與3毫克的甲基苯丙胺。
研究人員以薩克森豪森集中營內的囚犯作為實驗對象，並為其施打剛開發出的新藥物；實驗結果表明研究對象一天內能在負重20公斤的情況下行走90公里。